# 王乃静
王乃静（1952年—），汉族，男，中华人民共和国政治人物，第十一届、第十二届全国政协委员。山东大学数学系毕业，山东经济学院工作。

## 生平
担任全国工商联常委、山东省工商联主席、山东省政协副主席。2008年，当选第十一届全国政协委员，代表中华全国工商业联合会，分入第二十一组。